# Antonio Ananiew
Antonio Ananiew (bulgarisch Антонио Ананиев, wiss. Transliteration Antonio Ananiev; * 8. Mai 1965 in Sofia) ist ein ehemaliger bulgarischer Fußballspieler.

## Sportliche Laufbahn

### Vereinskarriere
Der sechsfache bulgarische Nationaltorwart Antonio Ananiew kam 1994 aus Bulgarien, wo er für die Vereine Lokomotive Sofia, ZSKA Sofia und Slawia Sofia aktiv gewesen war, nach Deutschland. Der FC Energie Cottbus verpflichtete ihn erneut, nachdem er bereits letzten eigenständigen Saison des ostdeutschen Erstligafußballs bei den Lausitzern und Vertrag gestanden. Bei diesem Aufenthalt blieb er mehr als zwei Jahre beim damals drittklassigen Regionalligisten.

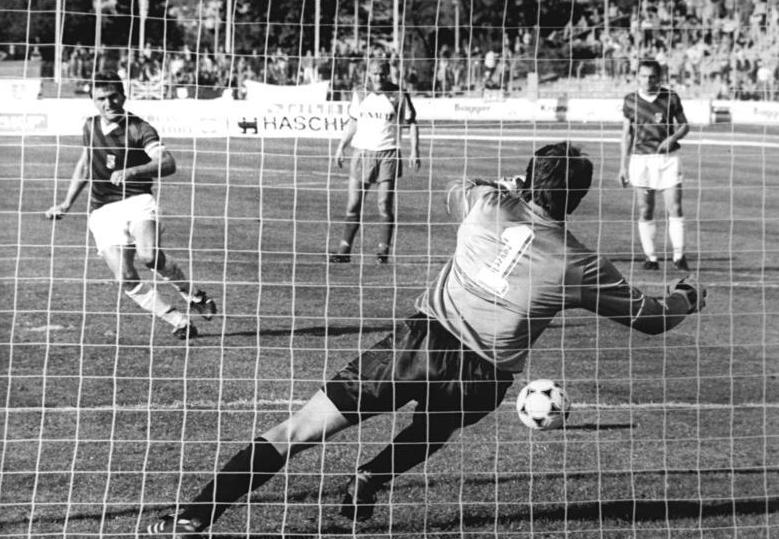
Antonio Ananiew beim Versuch einen Strafstoß abzuwehren (1990)

Der 1. FC Köln holte ihn im Herbst 1996 in die 1. Bundesliga, in der er viermal zum Einsatz kam. Nachdem Bodo Illgner kurz nach Beginn der Saison 1996/97 zu Real Madrid gewechselt war, benötigten die Kölner einen neuen Ersatztorwart hinter dem zur Nummer eins aufgestiegenen Michael Kraft. Sein Debüt in der Bundesliga gab er am 26. Oktober 1996, dem 12. Spieltag, beim 3:1-Sieg gegen den FC Schalke 04, als Kraft verletzungsbedingt ausfiel. Ananiew wäre auf mehr Einsätze gekommen, wenn er nicht am 15. Spieltag gegen den HSV in der 90. Minute die Rote Karte wegen grobem Foulspiel gesehen hätte. Der FC war somit dazu gezwungen mit Daniel Eschbach – dem Torwart der eigenen Amateure – den bereits vierten Keeper einzusetzen.
Nach nur einer Saison ging er zurück in die neuen Bundesländer zum VfB Leipzig. Dort kam er innerhalb eines Jahres auf 14 Einsätze. Das war ihm zu wenig, und Anlass die Sachsen nach nur einer Saison wieder zu verlassen. Er zog weiter zum Chemnitzer FC. Der Chemnitzer FC startete eine fast unheimliche Siegesserie und Antonio Ananiew blieb über 1100 Minuten ohne Gegentor. Am Ende dieser Saison gelang dem Chemnitzer FC der Aufstieg in die 2. Bundesliga. Bei den Chemnitzern wurde er zum Publikumsliebling und stand in 48 Zweitligabegegnungen im Tor. 2002 beendete er seine aktive Laufbahn. An deren Ende standen sechs Matches im Europapokal, die er während seiner Zeit in Bulgarien für Slavia und ZSKA Sofia absolviert hatte.

### Auswahleinsätze
Für die bulgarische Fußballnationalmannschaft stand Ananiew bei sechs A-Länderspielen im Tor. Zwischen dem ersten und dem letzten Einsatz vergingen fast sieben Jahre.

### Erfolge
- 1998/99 Meister der Regionalliga Nordost mit dem Chemnitzer FC und damit Aufstieg in die 2. Bundesliga.

## Weiterer Werdegang
Nach seiner aktiven Karriere war er zuerst Scout und Co-Trainer beim Chemnitzer FC. Anschließend wurde er Torwarttrainer bei Al-Nasr Sports Club Dubai. Von 2006 bis 2010 war er als Scout, Talentetrainer und Torwarttrainer beim FC Energie Cottbus tätig. Er betreibt in Cottbus eine Fußballschule.